# Torrevelilla
Torrevelilla è un comune spagnolo di 209 abitanti situato nella comunità autonoma dell'Aragona.
Appartiene a una subregione conosciuta come Frangia d'Aragona. La lingua più diffusa in paese è da sempre, una variante occidentale del catalano.